# Regeringen Hans Enoksen II
Regeringen Hans Enoksen II var Grønlands regering fra 20. januar 2003 til 13. september samme år. Regeringen var en flertalskoalitionsregering med partierne Siumut og Atassut, hvor Siumut havde 4 landsstyremedlemmer inkl. formanden Hans Enoksen, og Atassut havde 3.

## Regeringsdannelse
I starten af december 2002 var der dannet en ny regering efter landstingsvalget den 3. december med Siumut og Inuit Ataqatigiit (IA) under Hans Enoksen. Efter blot tre uger blev forholdet mellem koalitionspartnerne anspændt: Hans Enoksen havde ansat tre partivenner i direktørstillinger i Hjemmestyret uden slå stillingerne op offentligt, og den nyudnævnte administrerende direktør i Hjemmestyret Jens Lyberth lod healeren Maannguaq Berthelsen fjerne onde ånde i regeringsbygningen, hvilket førte til stærk kritik i ind- og udland. Den 9. januar 2003 stillede IA's formand Josef Motzfeldt et ultimatum og krævede øjeblikkelig afskedigelse af alle tre direktører. Den følgende dag indledte Inuit Ataqatigiit sonderende samtaler med Atassut, som truede med at vælte Hans Enoksens regering efter blot en måned ved magten. Siumut begyndte også nye sonderende samtaler. Den 12. januar blev Siumut og Inuit Ataqatigiit dog enige om at fortsætte det politiske samarbejde, efter at Hans Enoksens tre direktører var blevet fyret.  Men kun tre dage senere opsagde Hans Enoksen koalitionsaftalen med IA, fordi han følte, at han blev uretfærdigt behandlet af sin koalitionspartner, og indledte selv koalitionsforhandlinger med Atassut. Blot en dag senere annoncerede de to partier en ny koalitionsaftale. Den nye regering blev godkendt i Landstinget 20. januar.

## Regeringens sammensætning
| Minister        | Parti   | Ministerium                 |
| --------------- | ------- | --------------------------- |
| Hans Enoksen    | Siumut  | Landsstyreformand           |
| Arĸalo Abelsen  | Atassut | Uddannelse                  |
| Ruth Heilmann   | Siumut  | Familie og sundhed          |
| Finn Karlsen    | Atassut | Erhverv og råstoffer        |
| Simon Olsen     | Siumut  | Fiskeri, fangst og landbrug |
| Mikael Petersen | Siumut  | Miljø og boliger            |
| Augusta Salling | Atassut | Finanser                    |